# فانيليل حمض المندليك

الصيغة البنيوية لحمض الفانيليل مندليك

حمض فانيليل مانديليك (VMA) (كيميائيا : 3-ميتوكسي-4-هيدروكسي حمض المانديلك) هو أحد نواتج الأيض النهائية للكاتيكولامينات ادرينالين ونورادرينالين.
يفرز الفانيليل مندليك في البول، جنبا إلى جنب مع غيرها من نواتج أيض الكاتيكولامينات مثل حمض الهوموفانيليك، ميتانفرين، ونورميتانفرين. ارتفاع نسبة الفنيليل مندليك في البول يعد مؤشرا على وجود أورام مفرزة للكاتيكولامينات  مثل ورم القواتم.